# اندیس فاویان
فاویان یک اندیس مصالح ساختمانی است که در حوالی شهر محلات استان اصفهان قرار دارد و مادهٔ معدنی موجود در آن، گرانیت است.  